# Landcommandeur

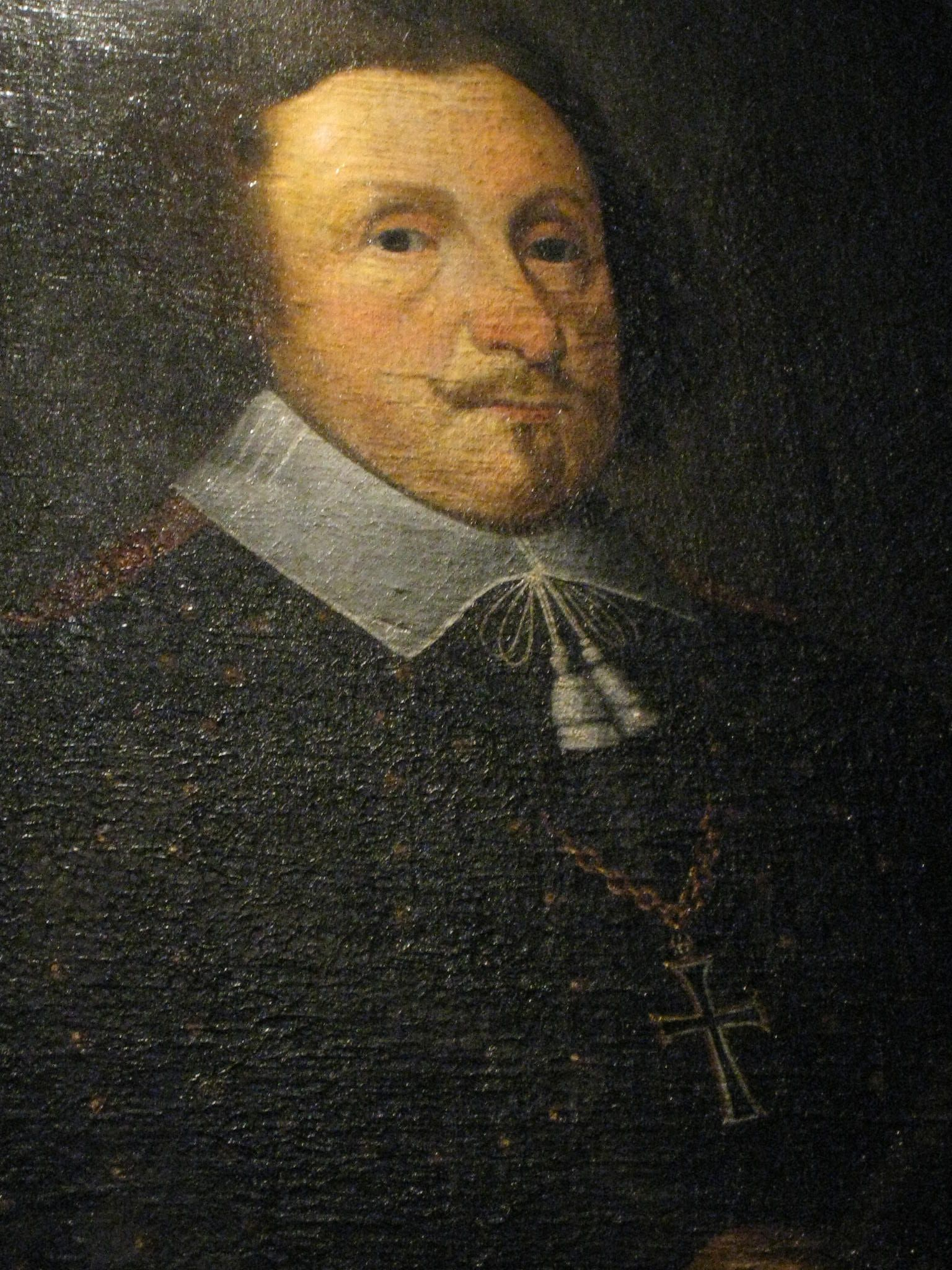
Godfried Huyn van Geleen, landcommandeur Alden Biesen, met Ordekruis en commandostaf

Een landcommandeur is een bestuurder van een ridderlijke orde. De Duitse Orde was een belangrijke ridderorde.
Een landcommandeur gaf leiding aan een balije vanaf de middeleeuwen tot aan het einde van het ancien régime en bewoonde het kasteel van de landcommanderij. Een balije is te vergelijken met de provincie van een geestelijke orde.
Elke balije telde verschillende commanderijen bestaande uit stadsresidenties, kastelen, landgoederen met pachthoeven. Bekende balijen zijn die van Alden Biesen met twaalf commanderijen, Koblenz en Ridderlijke Duitsche Orde in de protestantse Balije Utrecht. De landcommandeurs stonden onder het gezag van de Duitsmeester. De landcommandeur werd/wordt door de kapittelridders van de Orde uit hun midden gekozen en zit hun kapittel voor. In het Duitse Huis in Utrecht bevinden zich de portretten van alle landcommandeurs sinds de 15e eeuw. Zij zijn allen knielend afgebeeld met zwaard, helm en mantel van de Orde.
Prins Bernhard der Nederlanden was vanaf 1954 landcommandeur van de sinds 5 maart 1946 onafhankelijke Orde van Sint Jan, de voormalige Commanderij Nederland van de Balije Brandenburg der Johanniter Orde. Prins Bernhard was de opvolger van Prins Hendrik der Nederlanden en W.C. baron Roëll, de "commendatoren" van deze commanderij. 
Sinds 1958 heet de orde Johanniter Orde in Nederland. 